# Eperigua
Eperigua (Operigua), jedno od plemena američkih Indijanaca u području ljanosa Ariari u Kolumbiji. O njihovoj kulturi nije ništa poznato, a prema Guayupe Indijancima istoga su porodijekla kao i Sae.
Klasificiraju se aravačkoj porodici.